# Rueda Boxpok

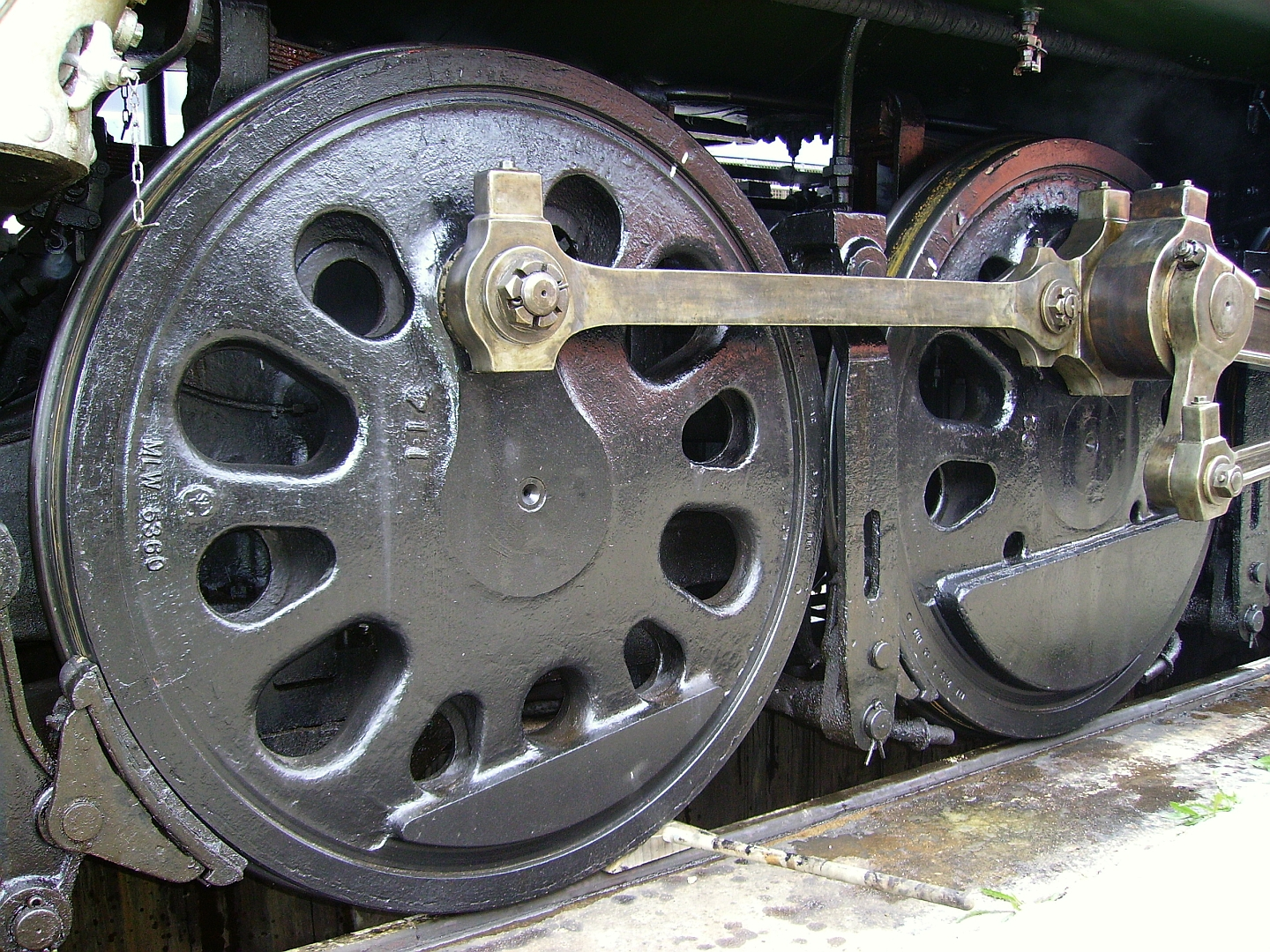
Ruedas Boxpok motrices

Boxpok (el nombre procede de combinar las palabras inglesas "box" -caja-, y "spoke" -radio-) es la denominación de un tipo de rueda de locomotora de vapor, diseñada para obtener simultáneamente resistencia y ligereza mediante la utilización en su interior de secciones cerradas huecas, en lugar de las tradicionales ruedas de radios macizos. Siendo huecas, precisan unos contrapesos más ligeros que las ruedas convencionales, factor importante en las locomotoras rápidas. La rueda Boxpok fue patentada por la empresa estadounidense General Steel Castings de Granite City, Illinois.

## Otras ruedas similares
La Boxpok fue la más común entre los cuatro tipos de ruedas lenticulares en uso ideadas por los diseñadores de locomotoras de vapor de EE. UU. Las otras fueron las Baldwin, las Scullin y las Universal, estas últimas utilizadas en reconstrucciones de locomotoras. Todas varían ligeramente en su apariencia, pero son esencialmente iguales en estructura.
El término "Boxpok" también se usa a veces para describir la rueda Bulleid Firth Brown (BFB), en uso por entonces en los ferrocarriles británicos, pero la denominación es incorrecta. Si bien la rueda BFB es similar a la Boxpok, un lado de cada sección en caja se deja abierto, por lo que no es una estructura realmente cerrada, como sucede en las ruedas Boxpok, Baldwin, y Scullin. 